# Montaña rusa suspendida

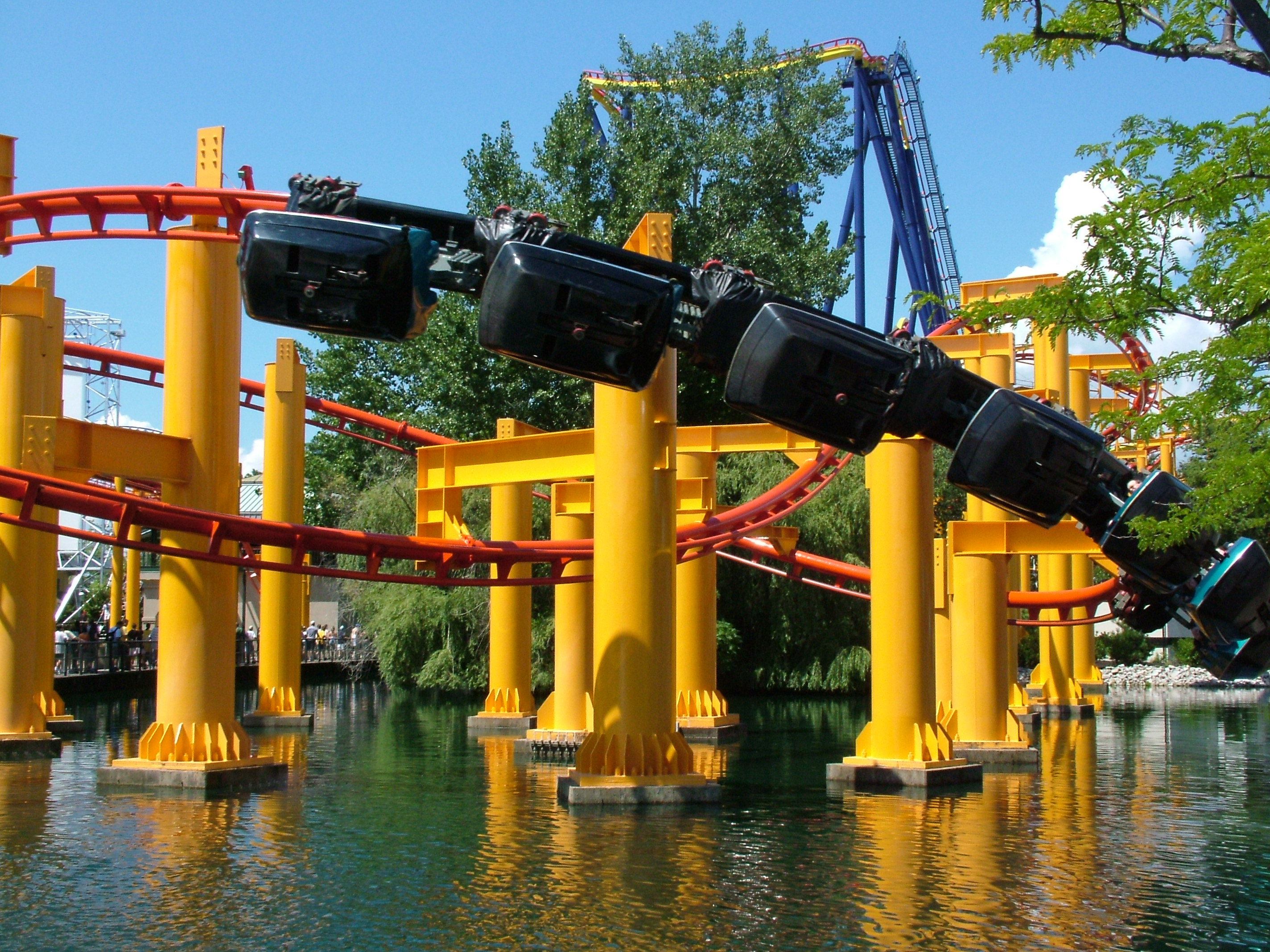
Iron Dragon, en Cedar Point, es un buen ejemplo de montaña rusa suspendida. Aunque no se aprecia mucho en la imagen, se puede ver como los trenes pueden oscilar hacia los lados libremente respecto a la vía.

La montaña rusa suspendida es un tipo de montaña rusa en la que los trenes están bajo la vía en vez de circular sobre ella. Son exclusivamente de acero y actualmente no cuentan con inversiones. Se diferencian de las montañas rusas invertidas en que los asientos no están unidos de forma fija a la vía, sino que pueden pivotar respecto al soporte de las ruedas gracias a una rótula intermedia. Gracias a esto aumentan los giros y curvas que hacen en el recorrido.
Actualmente no tienen inversiones, algunas de ellas tienen dos subidas de cadena, es decir, tienen dos subidas en su recorrido, o más de dos. Sus coches o carros suelen ser diferentes a los de una invertida, es decir, es el coche completo, solo que colgando de la vía.
No son muy numerosas en todo el mundo, de hecho en todo el mundo hay 63 (según www.rcdb.com): 28 en Asia, 20 en Europa, 11 en Norteamérica y 4 en Sudamérica.